# Joseph Albert Sullivan
Joseph Albert Taylor „Joe“ Sullivan (* 8. Januar 1901 in Scarborough, Ontario; † 30. September 1988 ebenda) war ein kanadischer Eishockeytorwart und Politiker. Bei den Olympischen Winterspielen 1928 gewann er als Mitglied der kanadischen Nationalmannschaft die Goldmedaille.

## Karriere
Joseph Sullivan begann seine Karriere als Eishockeytorwart bei der Mannschaft der University of Toronto Schools, mit der er den Memorial Cup 1919 gewann. Von 1919 bis 1925 war er zudem für die Seniorenmannschaft der University of Toronto aktiv. Zur Saison 1926/27 schloss er sich den Toronto Varsity Grads an, mit denen er auf Anhieb den Allan Cup, den kanadischen Amateurmeistertitel, gewann. Da er drohte, bei den Winterspielen nicht anzutreten, erhielt sein Bruder Frank Sullivan gegen den Wunsch von Trainer Conn Smythe einen Platz in der Olympiamannschaft Kanadas, obwohl er zuvor kein Mitglied der Varsity Grads war.
Nach den Winterspielen 1928 war Sullivan als Arzt tätig. Im Zweiten Weltkrieg diente er im Rang eines Captain in der Royal Canadian Air Force. Nach Kriegsende wurde er Außerordentlicher Professor an der University of Toronto. Im Jahr 1957 wurde er von Premierminister John Diefenbaker, der einer seiner Patienten war, für die Progressiv-konservative Partei Kanadas in den Senat berufen und übte sein Amt bis 1986 aus. Der gläubige Katholik Sullivan wurde zudem zum Ritter des Ritterorden vom Heiligen Grab zu Jerusalem und zum Ritter des Gregoriusordens ernannt.

### International
Für Kanada nahm Sullivan an den Olympischen Winterspielen 1928 in St. Moritz teil, bei denen er mit seiner Mannschaft die Goldmedaille gewann. Er selbst stand im Turnierverlauf in zwei Spielen im Tor und erreichte jeweils einen Shutout.

## Erfolge und Auszeichnungen
- 1919 Memorial-Cup-Gewinn mit den University of Toronto Schools
- 1927 Allan-Cup-Gewinn mit den Toronto Varsity Grads
- 1928 Goldmedaille bei den Olympischen Winterspielen

## Familie
Sein Bruder Frank Sullivan wurde ebenfalls 1928 Olympiasieger im Eishockey. Auch sein Neffe Peter Sullivan war Eishockeyspieler und bestritt 126 Spiele in der National Hockey League.